# Sudamericano de Rugby A 2025
El Sudamericano de Rugby A de 2025 es la cuadragésimo tercera edición del torneo.
La región sudamericana cuenta con un cupo directo a la Copa Mundial de Rugby de 2027, un cupo al playoff Pacifico-Sudamérica que entregara otro cupo directo al mundial, y otra plaza para el tercer puesto que otorgara una plaza al repechaje mundial.

## Equipos participantes
- Brasil
- Chile
- Paraguay
- Uruguay

## Cuadro de desarrollo
|  | Semifinales | Semifinales | Semifinales | Semifinales |  |  | Final            | Final            | Final            | Final            |  |
|  |             |             |             |             |  |  |                  |                  |                  |                  |  |
|  |             |             |             |             |  |  |                  |                  |                  |                  |  |
|  | Uruguay     | Uruguay     | 38          |             |  |  |                  |                  |                  |                  |  |
|  | Uruguay     | Uruguay     | 38          |             |  |  |                  |                  |                  |                  |  |
|  | Paraguay    | Paraguay    | 0           |             |  |  |                  |                  |                  |                  |  |
|  | Paraguay    | Paraguay    | 0           |             |  |  |                  |                  |                  |                  |  |
|  |             |             |             |             |  |  |                  |                  |                  |                  |  |
|  |             |             | Chile       |             |  |  |                  |                  |                  |                  |  |
|  | Chile       | Chile       | 35          | 35          |  |  |                  |                  |                  |                  |  |
|  | Chile       | Chile       | 35          | 35          |  |  |                  |                  |                  |                  |  |
|  | Brasil      | Brasil      | 21          | 20          |  |  | Final 3.º puesto | Final 3.º puesto | Final 3.º puesto | Final 3.º puesto |  |
|  | Brasil      | Brasil      | 21          | 20          |  |  | Final 3.º puesto | Final 3.º puesto | Final 3.º puesto | Final 3.º puesto |  |
|  |             |             |             |             |  |  |                  |                  |                  |                  |  |
|  |             |             |             |             |  |  |                  |                  |                  |                  |  |
|  |             |             |             |             |  |  |                  |                  |                  |                  |  |
|  |             |             |             |             |  |  | Brasil           |                  |                  |                  |  |
|  |             |             |             |             |  |  |                  |                  |                  |                  |  |
|  |             |             |             |             |  |  |                  |                  |                  |                  |  |

## Semifinales

### Chile vs. Brasil
| 19 de julio de 2025 | Brasil | 21 - 35 | Chile | Sao Paulo, Brasil |  |

| 26 de julio de 2025 | Chile | 35 - 20 | Brasil | Santiago, Chile |  |

- Chile clasifica a la final por un marcador global de 70 a 41 sobre Brasil.

### Uruguay vs. Paraguay
| 26 de julio de 2025 | Paraguay | 0 - 38 | Uruguay | Asunción, Paraguay |  |

| 23 de agosto de 2025 | Uruguay | vs. | Paraguay | Montevideo, Uruguay |  |

## Tercer puesto
- La definición se disputa a partido de ida y vuelta, en donde el de mejor ranking finaliza de local, el ganador del marcador global clasifica al repechaje mundial.

| 11 de octubre de 2025 | Perdedor Semifinal 1 | vs. | Perdedor Semifinal 2 |  |  |

| 18 de octubre de 2025 | Perdedor Semifinal 2 | vs. | Perdedor Semifinal 1 |  |  |

## Final
- La final se disputa a partido de ida y vuelta, en donde el de mejor ranking finaliza de local, el ganador del marcador global clasifica a la Copa Mundial de Rugby de 2027 y el perdedor obtiene un cupo al playoff Sudamérica-Pacífico.

| 30 de agosto de 2025 | Ganador Semifinal 1 | vs. | Ganador Semifinal 2 |  |  |

| 6 de septiembre de 2025 | Ganador Semifinal 2 | vs. | Ganador Semifinal 1 |  |  |